# Сървайвър: Австралийската пустош
"Сървайвър: Австралийската пустош" (на английски: Survivor: The Australian Outback) е втората част на популярното американско реалити шоу „Сървайвър“. Снимките се състоят в Гоушън Стейшън в северен Куинсленд през 2000 година и излиза в ефир от 28 януари 2001 година до 3 май 2001 година по телевизия CBS. Използваното място е на три часа с кола от крайбрежния град Кейрнс и е разположено във влажен, субтропичен район. Това е най-високо оцененото шоу за 2001 година, според Nielsen Ratings.
Четиринадесет епизода излизат в ефир седмично, първият от които е излъчен веднага след Супербоул, който също излиза в ефир по телевизия CBS. Победителят, Тина Уесън, е обявен на 3 май 2001 година, когато побеждава Колби Доналдсън чрез гласуване 4-3.
Целият сезон излиза на DVD на 26 април 2005 година.